# Super 35
El Super 35 (originalment, Superscope 235) es un format de negatiu o de pel·lícula fotogràfica evolucionat del format de 35 mm. La seva característica principal es que, utilitzant la mateixa quantitat de negatiu, el fotograma queda més gran, ja que utilitza l'espai normalment reservat per a la pista óptica de so.

## Història
El Super 35 va derivar d'un format Superscope similar anomenat Superscope 235, originalment desenvolupat pels germans Tushinsky per a la productora RKO Pictures l'any 1954. Va ser utilitzat en Hollywood per primera vegada en la pel·lícula de 1984 Greystoke, la llegenda de Tarzan, apareixent ens els crèdits com a format Super Tecnhniscope. A mitjans dels 90, el format es va anar popularitzant, ja que les empreses de lloguer de càmeres i laboratoris fotogràfics el van anar adoptant. Avui dia és un dels formats més utilitzats, sobretot en programes de televisió, videoclips musicals i anuncis publicitaris, atès que cap d'aquestes gravacions està pensada per a ser exhibida en cinemes i, per tant, no necessita espai per a la pista òptica de so.
El reputat director nortamericà James Cameron va ser un dels més ferms defensors del Super 35. Tant és així que el va utilitzar en la seva pel·lícula The Abyss. Un altre responsable de publicitar el Super 35 fou Tony Scott amb la seva pel·lícula Top Gun, ja que amb aquest format va rodar les escenes en la cabina del pilot, la qual cosa no hagués estat possible amb càmeres de 35 mm amb lents anamòrfiques, atès que no hi haguessin cabut.

## Detalls
Super 35 és un format de producció. Els cinemes no reben ni projecten impressions Super 35. Pel contrari, les pel·lícules es filmen en un format Super 35 però són llavors convertides en un dels formats estàndard per a fer impressions d'alliberament. A causa d'això, sovint les produccions també utilitzen l'amplada de Super 35 juntament amb un polidown negatiu de 3 perforacions per a estalviar costos en la zona del marc desaprofitat.
Si es fa servir 4 perforacions, l'obertura de la càmera Super 35 és de 24,89 mm x 18,66 mm, en comparació amb la mida estàndard de la pel·lícula Academy 35 mm de 21,95 x 16,00 mm. Per tant, proporciona una àrea d'imatge un 32% més gran que el format estàndard de 35 mm. El Super 35 de 4 perforacions és, simplement, la grandària original del marc que es va utilitzar en pel·lícules mudes de 35 mm. És a dir, es tracta d'un retorn a la forma en què es va utilitzar l'stock de pel·lícules abans que es creés la mida del marc per a permetre l'espai per a una banda sonora.
Super 35 competeix amb l'ús del format estàndard de 35 mm que es fa servir amb una lent anamòrfica. En aquesta comparació, els defensors del Super 35 reclamen un avantatge en els costos de producció i flexibilitat; quan s'utilitzen per a fer 2.39:1 gravats teatrals, els detractors es queixen d'una pèrdua de qualitat a causa de la menor àrea negativa utilitzada i més passos intermedis del laboratori (en el cas que es fes de forma òptica).

## Relació d'aspecte
Super 35 utilitza lents de càmeres "esfèriques" estàndard, que són més ràpides, més petites i més barates per llogar -un important factor en les produccions de baix pressupost- i ofereixen un rang més ampli d'opcions de lents al director de fotografia. L'avantatge principal del Super 35 per a les produccions és la seva adaptabilitat a diferents formats d'alliberament. Els negatius Super 35 es poden utilitzar per a produir llançaments d'alta qualitat en qualsevol relació d'aspecte, ja que s'extreu el marc final i es converteix en el negatiu del quadre complet més gran. En general, la proporció d'aspecte (s) i el mètode d'extracció (ja sigui d'un centre comó o d'un toplí comú) han de ser escollits pel director de fotografia abans d'hora, que manera que es pugui crear el vidre de terra correcte per a permetre a l'operador de càmera veure on es troba el marc extret.
Les proporcions Super 35 han inclòs:
- 4:3 (1.33 vídeo en pantalla completa)
- 16:9 (1.78 vídeo panoràmic)
- 1.85:1 (impressió plana)
- 2.00:1
- 2.20:1 (70 mm)
- 2.39 (impressió anamòrfica)
- 1.66:1 i 1.75:1 han estat indicats en alguns gràfics de marcs de Super 35, encara que en general no s'han utilitzat per a produccions Super 35 a causa de la relativa manca d'ús des de l'augment de Super 35.

Teòricament, les impressions de llançament de 2.39:1 fabricades a partir de Super 35 haurien de tenir una qualitat tècnica lleugerament inferior a la de les pel·lícules produïdes directament en format anamòrfic. Com que part de la imatge del Super 35 es llença quan s'imprimeix en aquest format, les pel·lícules originales amb lents anamorfes utilitzen una àrea negativa més gran. Super 35 ha sigut constantment popular entre els programes de televisió, a causa de la manca d'una necessitat d'impressió de llançament final; amb l'aparició de televisors panoràmics, el Super 35 de 3 perforacions, amb una ràtio negativa de 1.78:1 (16:9) també s'ha utilitzat durant un temps per a llargmetratges 2.39:1, i el procés intermedi digital ha fet que sigui més atractiu mitjançant el salt del processament òptic anteriorment requerit.